# 엠넷미디어
엠넷미디어(주)(영어: Mnet Media  Corp., 엠넷미디어 주식회사)는 음악 유통, 디지털 미디어, 방송 등의 사업을 진행한 대한민국의 엔터테인먼트 기업이다.
1993년 5월 개인사업자인 메디오피아로 설립되었다. 1994년 6월 29일 법인전환하며 기존 메디오피아를 폐업처리하였고, 통신기기 제조 및 판매를 목적으로 한 ㈜메디오피아테크날리지를 신규 설립하였다. 2002년 1월 29일 코스닥 상장하여 매매를 개시하였으며, 2004년 8월 매경휴스닥㈜을 자회사로 편입하였다. 2006년 7월 최대주주가 ㈜포이보스에서 씨제이(주)로 변경되며 기업집단 씨제이의 계열사로 편입되었다. 이후 씨제이미디어 주식회사로부터 엔터테인먼트 부분을 양수받으며 상호명을 엠넷미디어㈜로 변경하였다. 또한 같은 해 9월 30일 연예기획사인 지엠기획㈜, 맥스MP3 운영사인 ㈜에이디이천엔터테인먼트를 흡수합병하였으며, 12월에는 소프트웨어 제작 기업 메디오피아테크를 매각하였다. 2007년 1월 9일 종속회사 코어콘텐츠미디어㈜를 설립하며 연예기획부문을 이괄하였으며, 5월 31일 음악 유통 및 방송 사업을 영위하던 씨제이뮤직㈜을 흡수합병하였다. 2009년 방송시설 공사(SI)를 신규 사업 내용으로 추가하였다.
2011년 3월 1일 기업집단 씨제이의 미디어 계열 4개사와 함께 씨제이이앤엠 주식회사와 MBK 엔터테인먼트에 피흡수합병되어 3월 2일 폐업하였다.

## 사업 영역
- 음악사업 : 연예 매니지먼트 - 음반 기획, 제작 및 콘서트 등
- 방송사업 : 방송 프로그램 제작 및 공급, 케이블 음악 전문 채널 Mnet, KMTV 운영
- 온라인 음악 컨텐츠 : 엠넷닷컴 운영 - 음원 판매등의 컨텐츠 운영
- ASP 사업 : 네이버, LGT 휴대폰 음악 컨텐츠 제공 등
- 음악 사업 : 음반 기획, 제작, 판매
- MD 사업 : 비츠 바이 닥터 드레 제품 정식 수입 및 판매

## 방송 프로그램
Mnet과 KM을 비롯한 CJ E&M 채널들의 방송이 교차편성되었다.

## 나이트클럽 인수 논란
2007년 5월 11일 대표이사 박광원은 서울특별시 신사동에 위치한 한 호텔 내 나이트클럽의 지분 10%를 10억여원에 들여 인수하는 계획을 발표했다. 박경수 홍보팀장은 방송 콘텐츠 제작, 신인 발굴 등의 목적으로 지분 인수에 참여하는 것이며 경영에는 관여하지 않는다고 밝혔다. 그러나 대기업이 향락사업에 투자한다는 논란이 일자 2007년 6월 28일 계획을 철회했다.